# Liste de jeux Nintendo Entertainment System

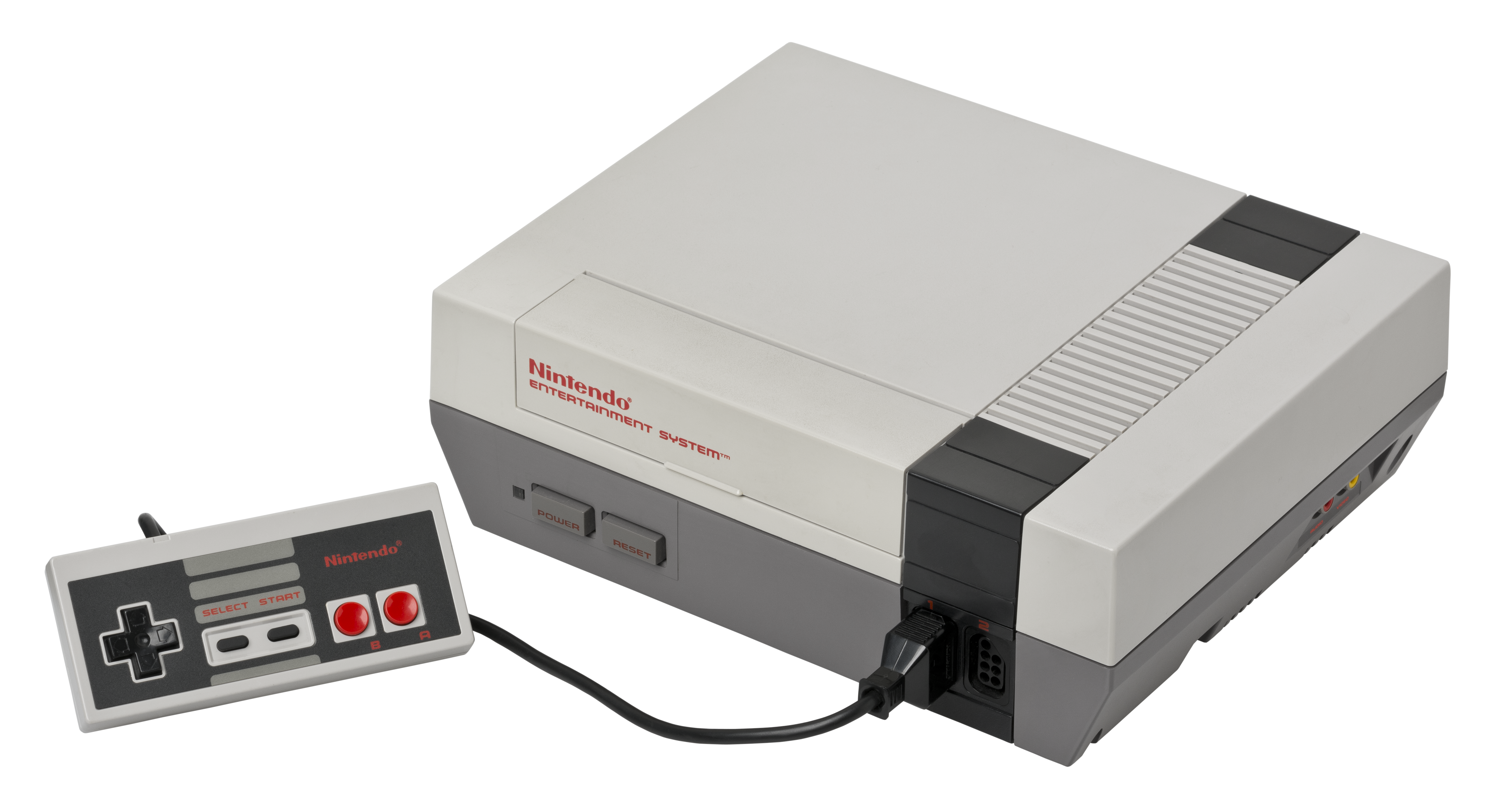
Version transparente de la console NES.

La liste de jeux Nintendo Entertainment System répertorie les jeux vidéo fonctionnant sur la première console de salon éditée par Nintendo, la Nintendo Entertainment System (NES), triés par ordre alphabétique.
Tous ces jeux sont sortis en Europe et/ou en Amérique du Nord. Pour les jeux sortis au Japon et en Asie consultez la Liste de jeux Famicom.
Par souci de cohérence avec le reste de Wikipédia en français, si un titre connaît une sortie européenne et américaine, il est utile de mettre l'appellation européenne en lien et préciser l'appellation nord-américaine en gras juste à côté, ceci afin d'éviter les doublons.
- Haut – A
- B
- C
- D
- E
- F
- G
- H
- I
- J
- K
- L
- M
- N
- O
- P
- Q
- R
- S
- T
- U
- V
- W
- X
- Y
- Z

## 0-9
- 10-Yard Fight
- 1942
- 1943: The Battle of Midway
- 1991 Du Ma Racing
- 3-D WorldRunner
- 4 Nin Uchi Mahjong
- 720°
- 8 Eyes

## A
- Abadox-The Deadly Inner War
- Action 52
- Action in New York - Nom américain = S.C.A.T.: Special Cybernetic Attack Team
- Addams Family, The
- Addams Family, The: Pugsley's Scavenger Hunt
- Advanced Dungeons and Dragons: Dragon Strike
- Advanced Dungeons and Dragons: Heroes of the Lance
- Advanced Dungeons and Dragons: Hillsfar
- Advanced Dungeons and Dragons: Pool of Radiance
- Adventure Island
- Adventure Island II
- Adventure Island III
- Adventures in the Magic Kingdom
- Adventures of Bayou Billy, The
- Adventures of Captain Comic, The
- Adventures of Dino Riki
- Adventures of Gilligan's Island, The
- Adventures of Lolo
- Adventures of Lolo 2
- Adventures of Lolo 3
- Adventures of Rad Gravity, The
- Adventures of Rocky and Bullwinkle and Friends, The
- Adventures of Tom Sawyer, The
- After Burner
- Air Fortress
- Airwolf
- Aladdin
- Alfred Chicken
- Alien 3
- Alien Syndrome
- All-Pro Basketball
- Alpha Mission
- Altered Beast
- Amagon
- American Gladiators
- Anticipation
- Arch Rivals: A Basket Brawl !
- Archon: The Light and the Dark
- Arkanoid
- Arkista's Ring
- Astérix
- Astyanax
- Athena
- Athletic World
- Attack of the Killer Tomatoes
- Aussie Rules Footy

## B
- Baby Boomer
- Back to the Future
- Back to the Future: Part II and III
- Bad Dudes Vs. DragonNinja
- Bad News Baseball
- Bad Street Brawler
- Balloon Fight
- Banana Prince
- Bandai Golf: Challenge Pebble Beach
- Bandit Kings of Ancient China
- Barbie
- Bard's Tale, The: Tales of the Unknown
- Barker Bill's Trick Shooting
- Base Wars
- Baseball
- Baseball Simulator 1.000
- Baseball Stars
- Baseball Stars II
- Bases Loaded
- Bases Loaded II
- Bases Loaded 3
- Bases Loaded 4
- Batman Returns
- Batman: Return of the Joker
- Batman: The Video Game
- Battle Chess
- Battle Tank
- Battle of Olympus, The
- Battleship
- Battletoads
- Battletoads and Double Dragon: The Ultimate Team
- Beauty and the Beast
- Bee 52
- Beetlejuice
- Best of the Best : Championship Karate
- Bible Adventures
- Bible Buffet
- Big Bird's Hide and Speak
- Big Nose Freaks Out
- Big Nose the Caveman
- Bigfoot
- Bill and Ted's Excellent Video Game Adventure
- Bill Elliot's NASCAR Challenge
- Bionic Commando
- Black Bass, The
- Blackjack
- Blades of Steel
- Blaster Master
- Blue Marlin, The
- Blue Shadow - Nom américain = Shadow of the Ninja
- Blues Brothers, The
- Bo Jackson Baseball
- Bomberman
- Bonk's Adventure
- Boulder Dash
- Boy and His Blob: Trouble on Blobolonia, A
- Bram Stoker's Dracula
- Break Time: The National Pool Tour
- Breakthru
- Bubble Bath Babes
- Bubble Bobble
- Bubble Bobble 2
- Bucky O'Hare
- Bugs Bunny Blowout, The - États-Unis = The Bugs Bunny Birthday Blowout
- Bugs Bunny Crazy Castle, The
- Bump 'n' Jump
- Burai Fighter
- Burger Time

## C
- Cabal
- Caesars Palace
- California Games
- Captain America and the Avengers
- Captain Planet and the Planeteers
- Captain Skyhawk
- Casino Kid
- Casino Kid 2
- Castelian
- Castle of Deceit
- Castle of Dragon
- Castlequest
- Castlevania
- Castlevania II: Simon's Quest
- Castlevania III: Dracula's Curse
- Caveman Games
- Challenge of the Dragon
- Championship Bowling
- Championship Pool
- Championship Rally - seulement sorti en Australie
- Cheetahmen II
- Chessmaster, The
- Les Chevaliers du Zodiaque : la Légende d'or
- Chiller
- Chubby Cherub
- Circus Caper
- City Connection
- Clash at Demonhead
- Classic Concentration
- Cliffhanger
- Clu Clu Land
- Cobra Command
- Cobra Triangle
- Code Name: Viper
- Color a Dinosaur
- Commando
- Conan: The Mysteries of Time
- Conflict
- Conquest of the Crystal Palace
- Contra Force
- Cool World
- Corvette ZR-1 Challenge - Nom américain = Race America
- Cowboy Kid
- Crackout
- Crash 'n the Boys: Street Challenge
- Crystal Mines
- Crystalis
- Cyberball
- Cybernoid: The Fighting Machine

## D
- Dance Aerobics
- Danny Sullivan's Indy Heat
- Darkman
- Dash Galaxy in the Alien Asylum
- Day Dreamin' Davey
- Days of Thunder
- Deadly Towers
- Death Race
- Deathbots
- Defender II
- Defender of the Crown
- Defenders of Dynatron City
- Déjà Vu
- Demon Sword
- Desert Commander
- Destination Earthstar
- Destiny of an Emperor
- Devil World
- Dick Tracy
- Die Hard
- Dig Dug II
- Digger T. Rock: The Legend of the Lost City
- Dirty Harry
- Disney's Chip'n Dale: Rescue Rangers
- Disney's Chip'n Dale: Rescue Rangers 2
- Disney's Darkwing Duck
- Disney's DuckTales
- Disney's DuckTales 2
- Disney's TaleSpin
- Disney's The Little Mermaid
- Donkey Kong
- Donkey Kong 3
- Donkey Kong Classics
- Donkey Kong Jr.
- Donkey Kong Jr. Math
- Double Dare
- Double Dragon
- Double Dragon II: The Revenge
- Double Dragon III: The Sacred Stones
- Double Dribble
- Double Strike
- Dr. Chaos
- Dr. Jekyll and Mr. Hyde
- Dr. Mario
- Dragon Ball : Le Secret du Dragon - Nom américain = Dragon Power
- Dragon Fighter
- Dragon Warrior
- Dragon Warrior II
- Dragon Warrior III
- Dragon Warrior IV
- Dragon Spirit: The New Legend
- Dragon's Lair
- Dropzone
- Duck Hunt
- Dudes with Attitude
- Dungeon Magic
- Dusty Diamond's All-Star Softball
- Dynablaster
- Dynowarz: The Destruction of Spondylus

## E
- Elevator Action
- Eliminator Boat Duel
- Elite
- Empire Strikes Back, The
- Excitebike
- Exodus

## F
- F-1 Sensation
- F-117A Stealth Fighter
- F-15 City War
- F-15 Strike Eagle
- Family Feud
- Fantastic Adventures of Dizzy, The
- Fantasy Zone
- Faria: A World of Mystery and Danger!
- Faxanadu
- Felix the Cat
- Ferrari Grand Prix Challenge
- Fester's Quest
- Fighting Golf
- Final Fantasy
- Firehawk
- Fisher Price: Firehouse Rescue
- Fisher Price: I Can Remember
- Fisher Price: Perfect Fit
- Fist of the North Star
- Flintstones, The: The Rescue of Dino and Hoppy
- Flintstones, The: The Surprise at Dinosaur Peak
- Flying Dragon: The Secret Scroll
- Flying Warriors
- Formula One: Built to Win
- Four Players' Tennis - Nom américain = Evert and Lendl in Top Players' Tennis
- Fox's Peter Pan and The Pirates: The Revenge of Captain Hook
- Frankenstein: The Monster Returns
- Freedom Force
- Friday the 13th
- Fun House

## G
- G.I. Joe
- G.I. Joe: The Atlantis Factor
- Galactic Crusader
- Galaga: Demons of Death
- Galaxy 5000: Racing in the 51st Century
- Gargoyle's Quest II
- Gauntlet
- Gauntlet II
- Gemfire
- Genghis Khan
- George Foreman's KO Boxing
- Ghostbusters
- Ghostbusters II
- Ghosts'n Goblins
- Ghoul School
- Goal!
- Goal! 2 - Nom américain = Goal! Two
- Godzilla: Monster of Monsters!
- Godzilla 2: War of the Monsters
- Gold Medal Challenge '92
- Golf
- Golf Grand Slam
- Golgo 13: Top Secret Episode
- Goonies II, The
- Gotcha!: The Sport!
- Gradius
- Great Waldo Search, The
- Greg Norman's Golf Power
- Gremlins 2: The New Batch
- Guardian Legend, The
- Guerrilla War
- Gumshoe
- Gun Nac
- Gun.Smoke
- Gyromite
- Gyruss

## H
- Hammerin' Harry
- Harlem Globetrotters
- Hatris
- Heavy Barrel
- Heavy Shreddin'
- High Speed
- Hogan's Alley
- Hollywood Squares
- Home Alone
- Home Alone 2: Lost in New York
- Hook
- Hoops
- Hot Slots
- Hudson Hawk
- Hunt for Red October, The
- Hydlide

## I
- Ice Climber
- Ice Hockey
- Ikari Warriors
- Ikari Warriors II: Victory Road
- Ikari Warriors III: The Rescue
- Image Fight
- Immortal, The
- Impossible Mission II
- Incredible Crash Dummies, The
- Indiana Jones and the Last Crusade (Taito)
- Indiana Jones and the Last Crusade: The Action Game
- Indiana Jones and the Temple of Doom
- Infiltrator
- International Cricket
- Iron Tank
- Ironsword: Wizards & Warriors II
- Isolated Warrior
- Ivan "Iron Man" Stewart's Super Off-Road

## J
- Jack Nicklaus' Greatest 18 Holes of Championship Golf
- Jackal
- Jackie Chan's Action Kung Fu
- James Bond Jr.
- Jaws
- Jeopardy!
- Jeopardy!: 25th Anniversary Edition
- Jeopardy!: Junior Edition
- The Jetsons: Cogswell's Caper!
- Jimmy Connors Tennis
- Joe and Mac: Caveman Ninja - Nom américain = Joe and Mac
- John Elway's Quarterback
- Jordan vs. Bird: One-on-One
- Joshua
- Journey to Silius
- Joust
- Jurassic Park

## K
- Kabuki: Quantum Fighter
- Karate Champ
- Karate Kid, The
- Karnov
- Kick Master
- Kick Off
- Kickle Cubicle
- Kid Icarus
- Kid Klown in Night Mayor World
- Kid Kool
- Kid Niki: Radical Ninja
- King Neptune's Adventure
- King's Knight
- Kings of the Beach
- King's Quest V
- Kirby's Adventure
- Kiwi Kraze - Plus connu sous le nom New Zealand Story en Europe et en Australie
- Klash Ball - Portage du jeu Speedball
- Klax
- Knight Rider
- Konami Hyper Soccer
- Krazy Kreatures
- Krion Conquest, The
- Krusty's Fun House
- Kung Fu
- Kung Fu Heroes

## L
- L'Empereur
- Laser Invasion
- Last Action Hero
- Last Ninja, The
- Last Starfighter, The
- Lee Trevino's Fighting Golf
- Legacy of the Wizard
- Legend of the Ghost Lion
- Legend of Kage, The
- Legend of Prince Valiant, The
- Legend of Zelda, The
- Legendary Wings
- Legends of the Diamond
- Lemmings
- Lethal Weapon - En français, L'Arme fatale
- Life Force
- Linus Spacehead's Cosmic Crusade
- Little League Baseball: Championship Series
- Little Nemo: The Dream Master
- Little Ninja Brothers
- Little Samson
- Livre de la jungle, Le
- Lode Runner
- Lone Ranger, The
- Loopz
- Low G Man
- Lunar Pool

## M
- Mach Rider
- Mad Max
- Mafat Conspiracy
- Magic Darts
- Magic Johnson's Fast Break Basketball
- Magic Mathematics
- Magic of Scheherazade
- Magician
- Magmax
- Major League Baseball
- Maniac Mansion
- Mappy land
- Marble Madness
- Mario and Yoshi - Nom américain = Yoshi
- Mario Bros.
- Mario is Missing!
- Mario's Time Machine
- Master Chu and the Drunkard Hu
- Maxi 15
- McDonaldland - Nom américain = M.C. Kids
- Mechanized Attack
- Mega Man
- Mega Man 2
- Mega Man 3
- Mega Man 4
- Mega Man 5
- Mega Man 6
- Menace Beach
- Mendel Palace
- Mermaids of Atlantis
- Metal Fighter
- Metal Gear
- Metal Mech
- Metal Storm
- Metroid
- Micheal Andretti's World Grand Prix
- Mickey Mousecapade
- Mickey's Adventure in Numberland
- Mickey's Safari in Letterland
- Micro Machines
- MiG-29 : Soviet Fighter
- Might and Magic
- Mighty Bomb Jack
- Mighty Final Fight
- Millionaire
- Millipede
- Milon's Secret Castle
- Miracle Piano
- Mission Cobra
- Mission impossible
- Monopoly
- Monsters in my Pocket
- Monster Party
- Monster Truck Rally
- Moon Ranger
- Motor City Patrol
- Mr Gimmick
- Mr Splash
- Ms Pacman
- M.U.L.E.
- Muppet's Adventure
- Musashi no Bōken
- Mutant Virus
- Mystery Quest

## N
- NARC
- NES Open Tournament Golf
- NES Play Action Football
- New Ghostbusters 2
- New Zealand Story, The
- NFL Football
- Nigel Mansell's World Championship
- Nightmare on Elm Street, A
- Nightshade
- Ninja Crusaders
- Ninja Gaiden III: The Ancient Ship of Doom
- Ninja Kid
- Nintendo World Cup
- Noah's Ark
- Nobunaga's Ambition
- Nobunaga's Ambition 2
- North and South
- Nuts & milk

## O
- Operation Secret Storm
- Operation Wolf
- Orb-3D
- Othello
- Over Horizon
- Overlord

## P
- Pac-Man
- Pac-Mania
- Palamedes
- Panic Restaurant
- Paperboy
- Paperboy 2
- Parasol Stars
- Parodius
- Peek-a-Boo Poker
- Pesterminator
- Phantom Air Mission
- Phantom Fighter
- Pictionary
- Pinball
- Pinball Quest
- Pin Bot
- Pipe Dream
- Pirates!
- Platoon
- Play Action Football
- Popeye
- P.O.W - Prisoners of War
- Power Blade
- Power Blade 2
- Power Punch 2
- P'Radikus Conflict
- Predator
- Prince of Persia
- Princess Tomato in the Salad Kingdom
- Probotector - Nom américain = Contra
- Probotector II: Return of the Evil Forces - Nom américain = Super Contra
- Pro Sport Hockey
- Pro Wrestling
- Punch Out!!
- Punisher, The
- Puss'n Boots
- Puzzle
- Puzznic
- Pyramid

## Q
- Q*bert
- Qix
- Quattro Adventure
- Quattro Arcade
- Quattro Sports
- DD

## R
- Racket Attack
- Racket and Rivals
- Rad Gravity
- Rad Racer
- Rad Racer II
- Rad Racket
- Raid 2020
- Raid on Bungling Day
- Rainbow Islands
- Rally Bike
- Rambo
- Rampage
- Rampart
- R.B.I. Baseball
- R.B.I. Baseball 2
- R.B.I. Baseball 3
- R.C. Pro-Am
- RC Pro AM 2
- Remote Control
- Ren and Stimpy Show Buckaroos, The
- Renegade
- Rescue: The Embassy Mission
- Ring King
- RoadBlasters
- Road Fighter
- Road Runner
- Robin des Bois
- RoboCop
- RoboCop 2
- RoboCop 3
- Robodemons
- Robowarrior
- Rocketeer, The
- Rocket Ranger
- Rockin' Kats
- Rock'n Ball
- Roger Clemens' MVP Baseball
- Roi lion, Le -  Nom américain = The Lion King
- Rollerball
- Rollerblade Racer
- Rollergames
- Rolling Thunder
- Romance of the Three Kingdoms
- Romance of the Three Kingdoms 2
- Roundball
- Rush'n Attack
- Rygar

## S
- Schtroumpfs, Les
- Secret Scout
- Section Z
- Seicross
- Sesame Street 123
- Sesame Street 123 and ABC
- Sesame Street ABC
- Sesame Street Big Bird's Hide and Speak
- Sesame Street Countdown
- Shadow Warriors - Nom américain = Ninja Gaiden
- Shadow Warriors II: Ninja Gaiden II - Nom américain = Ninja Gaiden II: The Dark Sword of Chaos
- Shadowgate
- Shatterhand
- Shingen The Ruler
- Shinobi
- Shockwave
- Shooting Range
- Short Order / Egg-splode
- Side Pocket
- Side Winder
- Silent Assault
- Silent Service
- SilkWorm
- Silver Surfer
- Simpsons, The: Bartman meets Radioactive Man
- Simpsons, The: Bart vs. the Space Mutants
- Simpsons, The: Bart vs. the World
- Skate or Die
- Skate or Die 2
- Ski or Die
- Skull and Crossbones
- Sky Kid
- Sky Shark
- Slalom
- Smash TV
- Snake Rattle 'n' Roll
- Snake's Revenge
- Snoopy's Silly Sports Spectacular
- Snow Brothers
- Soccer
- Solar Jetman
- Solitaire
- Solomon's Key
- Solomon's Key 2 - Nom américain = Fire'n Ice
- Solstice
- Space Shuttle Project
- Spelunker
- Spider-Man: Return of the Sinister Six
- Spiritual Warfare
- Spot
- Spy Hunter
- Spy vs. Spy
- Sqoon
- Stack-Up
- Stadium Events - Nom américain = World Class Track Meet
- Stanley : The Search for Dr Livingston
- Starblade
- Star Force
- Starship Hector
- Star Soldier
- Star Trek 25th Century
- Star Trek: The Next Generation
- Star Tropics
- Star Tropics 2 : Zoda's Revenge
- Star Voyager
- Star Wars
- Star Wars : The Empire Strikes Back
- Stealth A.T.F.
- Stinger
- Street Cop
- Street Fighter 2010: The Final Fight
- Street Gangs - Nom américain = River City Ransom
- Street Heroes
- Strider (NES)
- Stunt Kids
- Sunday Funday
- Super Adventure Quest
- Super Cars
- Super Dodge Ball
- Super Glove Ball
- Super Jeopardy
- Super Mario Bros.
- Super Mario Bros. 2
- Super Mario Bros. 3
- Super Mario Bros. / Duck Hunt
- Super Mario Bros. / Duck Hunt / World Class Track Meet
- Super Mario Bros. / Tetris / Nintendo World Cup
- Super Off Road
- Super Pang
- Super Pang 2
- Super Pitfall
- Super Spike V'Ball
- Super Spike V'Ball / Nintendo World Cup
- Super Sprint
- Super Spy Hunter
- Super Team Games
- Super Turrican
- Superman
- Swamp Thing
- Swords and Serpents
- Sword Master

## T
- T and C Surf Designs
- T and C Surf Designs 2 : Thrilla's Surfari
- Taboo : The Sixth Sense
- Tagin Dragon
- Tag Team Match: MUSCLE
- Tag Team Wrestling
- Target: Renegade
- Tecmo Baseball
- Tecmo Bowl
- Tecmo Cup Soccer
- Tecmo NBA Basketball
- Tecmo Super Bowl
- Tecmo World Cup Soccer
- Tecmo World Wrestling
- Teenage Mutant Hero Turtles - Nom américain = Teenage Mutant Ninja Turtles
- Teenage Mutant Hero Turtles II: The Arcade Game - Nom américain = Teenage Mutant Ninja Turtles II: The Arcade Game
- Teenage Mutant Hero Turtles: Tournament Fighters - Nom américain = Teenage Mutant Ninja Turtles: Tournament Fighters
- Teenage Mutant Ninja Turtles III: The Manhattan Project
- Tennis
- Terminator
- Terminator 2: Judgment Day
- Terra Cresta
- Tetris
- Tetris 2
- Three Stooges, The
- Thunder and Lightning
- Thunderbirds
- Thundercade
- Tiger Heli
- Tiles of Fate
- Time Lord
- Times of Lore
- Tiny Toon Adventures
- Tiny Toon Advetures 2 : Trouble in Wackyland
- Tiny Toon Cartoon Workshop
- To The Earth
- Toki
- Tom and Jerry: The Ultimate Game of Cat and Mouse!
- Tombs and Treasure
- Toobin'
- Top Gun
- Top Gun: The Second Mission
- Top Players Tennis
- Total Recall
- Totally Rad
- Touchdown Fever
- Town and Country Surf Designs: Wood and Water Rage
- Town and Country 2: Thrilla's Surfari
- Toxic Crusaders
- Track and Field
- Track and Field 2
- Track and Field in Barcelona
- Treasure Master
- Trog
- Trojan
- Trolls in Crazyland
- Trolls on Treasure Island
- Turbo Racing
- Twin Cobra
- Twin Eagle

## U
- Ufouria: The Saga
- Ultima: Exodus
- Ultima: Quest of the Avatar
- Ultima: Warriors of Destiny
- Ultimate Air Combat
- Ultimate Basketball
- Ultimate League Soccer
- Ultimate Stuntman, The
- Uncharted Waters
- Uninvited
- Uncanny X-Men, The
- Untouchables, The
- Urban Champion

## V
- Vegas Dreams
- Venice Beach Volleyball
- Vice: Project Doom
- Videomation
- Vindicators
- Volleyball

## W
- Wacky Races
- Wall Street Kid
- Wally Bear and The No! Gang
- Wario's Woods
- Wayne Gretsky's Hockey
- Wayne's World
- WCW World Championship Wrestling
- Werewolf: The Last Warrior
- Wheel of Fortune
- Wheel of Fortune : Family Edition
- Wheel of Fortune : Junior Edition
- Wheel of Fortune with Vanna Withe
- Where in Time is Carmen Sandiego?
- Where's Waldo?
- Who Framed Roger Rabbit
- Whomp 'Em
- Widget
- Wild Gunman
- Willow
- Win, Lose or Draw
- Winter Games
- Wizardry
- Wizardry : Knight of Diamonds
- Wizards and Warriors
- Wizards and Warriors 2 (Ironsword)
- Wizards and Warriors 3
- Wolverine
- World Champ
- World Games
- Wrath of the Black Manta
- Wrecking Crew
- Wurm: Journey to the Center of the Earth
- WWF WrestleMania
- WWF WrestleMania Challenge
- WWF Steel Cage
- WWF King of the Ring

## X
- Xevious
- Xexyz
- Xenophobe

## Y
- Yo! Noid
- Yoshi's Cookie
- The Young Indiana Jones Chronicles

## Z
- Zanac
- Zelda II: The Adventure of Link
- Zen: Intergalactic Ninja
- Zoda's Revenge: StarTropics II
- Zombie Nation

- Haut – A
- B
- C
- D
- E
- F
- G
- H
- I
- J
- K
- L
- M
- N
- O
- P
- Q
- R
- S
- T
- U
- V
- W
- X
- Y
- Z